# Gianluca Talamo
Gianluca Talamo (12 agosto 1997) è un lottatore italiano, specializzato nella lotta libera. È stato sei volte campione italiano. Ha rappresentato la nazionale italiana agli europei di Roma 2020 e Varsavia 2021, classificandosi rispettivamente ottavo e dodicesimo nella categoria dei 70 chilogrammi.

## Palmarès
| Anno | Manifestazione  | Sede     | Evento | Risultato | Note |
| ---- | --------------- | -------- | ------ | --------- | ---- |
| 2015 | Europei junior  | Istanbul | 66 kg  | 17º       |      |
| 2016 | Mondiali junior | Mâcon    | 66 kg  | 17º       |      |
| 2018 | Europei U23     | Istanbul | 70 kg  | 12º       |      |
| 2020 | Europei         | Roma     | 70 kg  | 8º        |      |
| 2021 | Europei         | Varsavia | 70 kg  | 13º       |      |

### Altre competizioni internazionali
2015
- Bronzo nei 61 kg al Torneo Città di Sassari ( Sassari)
- 18º nei 65 kg nel Grand Prix of Spain ( Madrid)

2016
- 8º nei 65 kg nel Torneo Dan Kolov - Nikola Petrov ( Sofia)

2018
- Bronzo nei 70 kg al Torneo Città di Sassari ( Sassari)

2020
- 15º nei 74 kg nel RS-Torneo Matteo Pellicone ( Roma)